# (16598) Brugmansia
(16598) Brugmansia est un astéroïde de la ceinture principale.

## Description
(16598) Brugmansia est un astéroïde de la ceinture principale. Il fut découvert le 18 décembre 1992 à Caussols par Eric Walter Elst. Il présente une orbite caractérisée par un demi-grand axe de 2,62 UA, une excentricité de 0,22 et une inclinaison de 1,6° par rapport à l'écliptique.